# Ação renovatória
Ação renovatória é aquela disponibilizada pelo Direito Processual brasileiro para garantir o direito do empresário de renovar contrato de locação referente ao imóvel onde esteja localizado seu ponto comercial.
Sociedades civis com fim lucrativo, desde que regularmente instituídas, poderão valer-se dessa ação.

## Requisitos de admissibilidade
Nos termos da Lei 8.245/91, a chamada Lei de Locação, legislação específica que regula a ação renovatória, esta somente será cabível se forem preenchidos alguns requisitos essenciais:
- Subjetivamente, a ação deve ter um empresário no pólo ativo e o proprietário do imóvel onde está o ponto comercial no passivo. O objeto da ação deve ser a renovação de contrato de locação comercial;
- A ação deve ser proposta oportunamente, nos primeiros seis meses do último ano de vigência do contrato. Se faltar menos de seis meses para o término ou se houver mais de um ano de vigência do contrato, a ação não será admitida;
- Deve existir um ou sucessivos contrato (s) prévio (s) de locação comercial, que representem locação ininterrupta por período não inferior a 5 anos;
- O empresário deve exercer a mesma atividade comercial, no mesmo ramo, por período mínimo de 3 anos ininterruptos.
- No caso da decisão favorável ao pólo ativo, o autor que pede a ação renovatória, e no contrato for de 1 ano o juiz renovará 1 ano e assim sucessivamente.